# Os Maias: Cenas da Vida Romântica
Os Maias: Cenas da Vida Romântica (Portugiesisch für: Die Maias: Szenen romantischen Lebens) ist ein Filmdrama des portugiesischen Regisseurs João Botelho aus dem Jahr 2014.
Der Kostümfilm ist eine Literaturverfilmung des Romans „Die Maias“ (Os Maias), das als Hauptwerk des portugiesischen Schriftstellers Eça de Queiroz (1845–1900) gilt.
Der Dokumentarfilmer Rui Simões produzierte mit Entre Cenas (2014) nicht nur ein einfaches Making-of von Os Maias: Cenas da Vida Romântica. Mit seinen bei den Dreharbeiten gemachten, von außen beobachtenden Aufnahmen entstand ein eigenständiger Dokumentarfilm, der auch dem Wesen des Kinos nachspürt.

## Handlung
Zwischen Afonso da Maia und seinem Enkel Carlos entwickelt sich die letzte starke Bindung in der alten Familie Maia. Nach einem Medizinstudium an der altehrwürdigen Universität Coimbra und einer ausgedehnten Bildungsreise durch Europa kehrt Carlos da Maia im Herbst 1875 nach Lissabon zurück, zur großen Freude seines Großvaters.
Das gelangweilte Leben des aristokratischen, gesellschaftlich angesehenen Arztes, nur erhellt durch seinen ständigen Begleiter, der Lebenskünstler und verhinderte Schriftsteller João da Ega, treibt ihn zu Liebschaften und dem süßen Nichtstun, gleichwohl er große gesellschaftspolitische Überzeugungen hat. Bis er sich eines Tages rettungslos in eine so schöne wie geheimnisvolle Frau verliebt, die jüngst aus Brasilien nach Lissabon gekommene Maria Eduarda. Die beiden werden ein inniges Liebespaar.
Als ein alter Freund von Maria Monforte, der lange verstorbenen Mutter von Carlos, nach Lissabon kommt, erfährt Carlos, dass Maria Eduarda seine Schwester ist, die sehr früh von seiner Mutter nach Brasilien mitgenommen wurde. Zunächst erschüttert, kann er dennoch nicht von ihr lassen.
Alles ändert sich, als der alte Afonso da Maia vor Gram, Scham und Reue über die Entwicklung stirbt. Carlos und sein Freund Ega lassen alles hinter sich und brechen zu einer langen Reise auf, während Maria Eduarda, allein in Lissabon zurückgeblieben, mit dem Schicksal der unmöglich gewordenen Beziehung zu Carlos hadert.
Der Film endet, als Carlos und Ega nach zehn Jahren in die Stadtvilla der Maias zurückkehren und sich wieder in das gleiche gesellschaftliche Leben in Lissabon zurück begeben.
Ein Sprecher führt durch den Film.

## Produktion

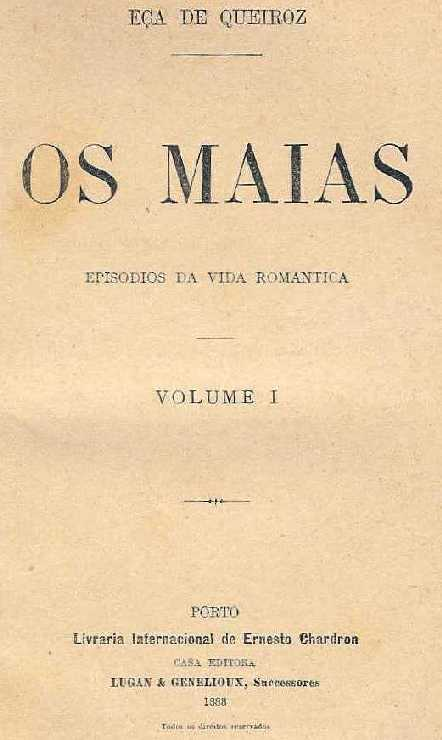
Die Erstausgabe des Buchs Os Maias (1888) von Eça de Queiroz, Literaturvorlage für den Film.

### Filmproduktion
Die Dreharbeiten begannen am 14. Oktober 2013 in Lissabon. Der Film wurde von der portugiesischen Produktionsfirma Ar De Filmes in Koproduktion mit der brasilianischen Raccord Audiovisual und der portugiesischen Bando à Parte produziert, mit finanzieller Unterstützung der portugiesischen Filmförderungsanstalt ICA, der brasilianischen Filmförderungsanstalt ANCINE, der Stadtverwaltung (Câmara Municipal) der Stadt Lissabon, der portugiesischen Genossenschaftsbank Montepio und des portugiesischen öffentlich-rechtlichen Fernsehens RTP, auch die Lisbon Film Comission und die Minho Film Comission waren beteiligt.
Die originalgetreuen zeitgenössischen Gassen Lissabons wurden in künstlichen Studiokulissen nachempfunden und lassen eine eigenwillig entrückte Atmosphäre entstehen. Die Innenaufnahmen wurden an verschiedenen Orten gedreht, darunter das Teatro da Trindade und das Teatro Nacional de São Carlos, u. a.

### Filmmusik
Im Film werden folgende Musikstücke verwendet:
- Joseph Lanner: „Die Schönbrunner op. 200“, interpretiert vom Streichquartett Quarteto de Cordas da Academia de Música Fernandes Fão aus Vila Praia de Âncora
- „Ranalla Istuja“ (finnisches Volkslied), interpretiert von Ricardo Aibéo (Gesang) und Diogo Vida (Piano)
- Frédéric Chopin: „Preludio Opus 28“, interpretiert von Ana Marques (Piano)
- Ludwig van Beethoven: „Klaviersonate Nr. 8 in c-Moll op. 13“, interpretiert Diogo Vida (Piano)
- „La Petenera (Señor alcaide mayor)“ (volkstümliches spanisches Lied, Palo), interpretiert von Mito Mendes
- „Fado do Vimioso“ (traditioneller Fado), interpretiert von Maria Joana Figueiredo
- Ludwig van Beethoven: „5. Klavierkonzert Es-Dur op. 73“, interpretiert von Leon Fleisher (Piano) und das Cleveland Orchestra
- König Pedro IV. von Portugal: „Híno da Carta Constitucional“, interpretiert vom Sinfonieorchester der GNR
- Vincenzo Bellini: „Overtüre der Oper Norma“, interpretiert vom Sinfonieorchester der GNR
- Giuseppe Verdi: „Addio del passato“ (aus dem 3. Akt der Oper La traviata), gesungen von Joan Sutherland mit dem Orchestra del Maggio Musicale Fiorentino (1963)

## Rezeption
Nach einer Vorpremiere am 8. September 2014 im Teatro Nacional São João in Porto kam der Film am 11. September 2014 in die portugiesischen Kinos und wurde mit 122.566 Zuschauern ein großer Erfolg. Am 12. November 2015 kam er auch in die brasilianischen Kinos. Er lief danach auch auf einer Reihe internationaler Filmfestivals, darunter das Festival do Rio (28. September 2014) und das Rome Film Festival (23. Oktober 2014).
In Portugal gewann der Film eine Vielzahl Filmpreise, so bei den Prémios Sophia, den Globos de Ouro 2015 und den CinEuphoria Awards 2015.
Os Maias: Cenas da Vida Romântica erschien 2014 mit Bonusmaterial bei NOS Audiovisuais als DVD.

## Fernsehserien
Von dem Film existiert auch eine 50 Minuten längere Version (Director’s Cut). Diese insgesamt dreistündige Version kam danach als Fernseh-Mehrteiler heraus. Die vier Episoden wurden erstmals Ende Dezember 2015 bei RTP1, dem ersten Kanal des öffentlich-rechtlichen Fernsehsenders RTP ausgestrahlt.
2015 veröffentlichte die Produktionsfirma Ar De Filmes, in Zusammenarbeit mit der RTP, auch die längere Fernsehversion als DVD.
Bereits 2001 wurde der Stoff in einer brasilianischen Fernsehserie von Regisseur Luiz Fernando Carvalho verarbeitet. Die Serie Os Maias wurde vom brasilianischen Sender TV Globo in Koproduktion mit dem portugiesischen Sender SIC produziert und ab Anfang Januar 2001 in 44 Folgen zeitgleich in beiden Ländern ausgestrahlt. In den Hauptrollen waren Ana Paula Arósio, Fábio Assunção, Walmor Chagas, Leonardo Vieira, Matheus Nachtergaele, Selton Mello, Simone Spoladore, Marília Pêra, Paulo Betti, Osmar Prado, Eliane Giardini, Stênio Garcia und Eva Wilma zu sehen, Raul Cortez war als Eça de Queiroz Sprecher im Film.
2004 veröffentlichte Regisseur Carvalho die brasilianische Serie als DVD, in einer kürzeren, auf die literarische Vorlage konzentrierten Fassung.
Davor produzierte die RTP einen Mehrteiler des Stoffes, die vier Folgen liefen dort ab dem 10. Mai 1979.